# Aragats (Armavir)
Pour les articles homonymes, voir Aragats (homonymie).
Aragats (en arménien Արագած ; jusqu'en 1946 Khznauz) est une communauté rurale du marz d'Armavir, en Arménie. Elle compte 3 239 habitants en 2009.